# Chrysopilus duplicatus
Chrysopilus duplicatus är en tvåvingeart som beskrevs av Nina Krivosheina och Vasily S. Sidorenko 2006. Chrysopilus duplicatus ingår i släktet Chrysopilus och familjen snäppflugor. Inga underarter finns listade i Catalogue of Life.